# Arctia pentaploa
Arctia pentaploa là một loài bướm đêm thuộc phân họ Arctiinae, họ Erebidae.